# Argentera
Argentera (piemontiul: L'Argentera) település Olaszországban, Piemont régióban, Cuneo megyében. Lakosainak száma 81 fő (2023. január 1.). Argentera Canosio, Acceglio, Pietraporzio, Val-d'Oronaye, Saint-Étienne-de-Tinée és Larche községekkel határos.

## Népesség
A település népessége az elmúlt években az alábbi módon változott:
| Lakosok száma | 76   | 78   | 81   |
|               | 2017 | 2018 | 2023 |